# Federación de Ajedrez de Estados Unidos
La Federación de Ajedrez de Estados Unidos (también conocida como US Chess o USCF) es el órgano rector encargado de organizar y regular las competiciones de ajedrez en Estados Unidos y además representa a dicho país ante la Federación Internacional de Ajedrez (FIDE). La USCF administra el sistema de calificación nacional, otorga títulos nacionales, sanciona cerca de veinte campeonatos nacionales anualmente, y además, edita dos revistas: Chess Life y Chess Life Kids. La USCF fue fundada y establecida en Illinois en el año 1939, mediante la fusión de las dos organizaciones de ajedrez anteriores (Federación Estadounidense de Ajedrez y Federación Nacional de Ajedrez). Es una organización de tipo 501(c)(3), sin ánimos de lucro con sede en St. Louis, Missouri. La cantidad de miembros asociados a la federación es de más de 112.000 jugadores para el año 2024.

## Historia
En 1939, la Federación de Ajedrez de Estados Unidos fue creada en Illinois mediante la fusión de la Federación Estadounidense de Ajedrez y la Federación Nacional de Ajedrez. La Federación Estadounidense de Ajedrez, anteriormente conocida como la Asociación de Ajedrez Occidental, había estado organizado una competición abierta anual desde el año 1900; luego de la fusión, este torneo paso a convertirse en el Campeonato Abierto de Ajedrez de Estados Unidos. La Federación Nacional de Ajedrez, fundada en 1927 para organizar la participación de Estados Unidos en las Olimpiadas de Ajedrez, había celebrado el prestigioso Campeonato de Ajedrez de Estados Unidos desde el año 1936.
La cantidad de miembros combinada en aquel momento era de 1000 jugadores. La membresía experimento un modesto y consistente crecimiento hasta 1958, año en el que Bobby Fischer ganó el Campeonato de Ajedrez de Estados Unidos a la edad de 14 años. Esto dio comienzo a la "era Fischer", durante la cual la membresía de la USCF se multiplicó hasta treinta veces, alcanzando cerca de 60.000 jugadores en 1974, después de que Fischer ganó el Campeonato Mundial de Ajedrez.
La era Fischer no duró mucho, pero la USCF ha crecido considerablemente desde entonces, mayormente debido al crecimiento explosivo del ajedrez escolar en los Estados Unidos. Actualmente se celebran diferentes campeonatos nacionales anuales que abarcan todos los grados y niveles escolares. Ninguno de estos torneos; los cuales atraen muchos espectadores, existían antes de 1969.
Al momento de su fundación, la USCF no tenía empleados ni sede principal, pero en 1952, contrataron a un gerente de negocios (cuya posición luego se convirtió en Director Ejecutivo), establecido en Nueva York. En 1967, la sede principal fue movida a Newburgh, Nueva York, en 1968, a New Windsor, Nueva York, en 2006, a Crossville, Tennessee, y en 2022, a St. Louis, Missouri.

## Organización
La Federación de Ajedrez de Estados Unidos posee, en efecto, dos cuerpos de gobierno. La Junta de Delegados, compuesta por 140 personas designadas por las afiliaciones estatales, y también de otras categorías, las cuales se reúnen anualmente en el Abierto de Estados Unidos. La Junta Ejecutiva, compuesta por ocho personas elegidas por los miembros por periodos escalonados de cuatro años, se reúnen mensualmente.

## Calificación
La Federación de Ajedrez de Estados Unidos implementa sistemas de calificación para sus jugadores. En cada sistema, una calificación es un estimado numérico calculado para determinar la fuerza de un jugador en el ajedrez, basándose en los torneos previamente disputados contra otros jugadores calificados. Los organizadores de los torneos presentan los resultados ante la federación, y esta última se encarga de calcular y publicar las listas de calificación.
Un jugador puede tener hasta siete calificaciones: por juegos de correspondencia, por juegos en vivo a velocidad regular (lenta), rápida o blitz, y por juegos en línea a velocidad regular (lenta), rápida o blitz. Las calificaciones son publicadas en línea en el sitio web de la Federación de Ajedrez de Estados Unidos. Las calificaciones para juegos en vivo tienen un rango de entre 100 a 3000, siendo que mientras más alto es el número, más fuerte es el jugador. Esto es utilizado por los organizadores de torneos para determinar la elegibilidad para los premios de clase y también para las secciones de clase.
La USCF instauró por primera vez un sistema de calificación para juegos en vivo en 1950, usando una fórmula de cálculo ideada por Kenneth Harkness. En 1960, la federación adoptó un sistema de calificación mucho más confiable inventado por Árpád Élő, profesor de física universitario el cual fue un Maestro de Ajedrez. Elo trabajó con la USCF durante varios años. Una variante del sistema que él invento fue luego adoptado por la Federación Internacional de Ajedrez, y además es utilizado en otros juegos y deportes, como el futbol americano y el baloncesto. La federación ha hecho ajustes al sistema de cálculo a lo largo de los años; el sistema actual esta influenciado por el "sistema de calificación Glicko" desarrollado por el profesor Mark Glickman, un ajuste bastante significativo al sistema de calificación Elo.
| Categoría        | Rango de calificación |
| ---------------- | --------------------- |
| Maestro Senior   | 2400 o más            |
| Maestro Nacional | 2200–2399             |
| Experto          | 2000–2199             |
| Clase A          | 1800–1999             |
| Clase B          | 1600–1799             |
| Clase C          | 1400–1599             |
| Clase D          | 1200–1399             |
| Clase E          | 1000–1199             |
| Clase F          | 800–999               |
| Clase G          | 600–799               |
| Clase H          | 400–599               |
| Clase I          | 200–399               |
| Clase J          | 100–199               |

## Títulos
La Federación de Ajedrez de Estados Unidos otorga títulos por logró vitalicio. Estos no deben ser confundidos con los títulos otorgados por la Federación Internacional de Ajedrez, como el de Gran Maestro o Maestro Internacional.
La federación otorga el título de Maestro Nacional a aquellos jugadores que superen una calificación de 2200 o más, enviándoles su respectivo certificado. De igual manera, el título de Maestro Senior es otorgado a aquellos quienes superen una calificación de 2400 o más. Hasta el año 2008, el otro título otorgado por la federación fue el de Maestro Vitalicio, para aquellos quienes hayan disputado más de 300 juegos sancionados manteniendo una calificación de 2200.
En 2008, la USCF implementó un sistema de "títulos basados en normas", tomando como inspiración los títulos otorgados por la Federación Internacional de Ajedrez: si un jugador tiene (por ejemplo) cinco torneos en donde demuestra que tiene una fuerza por encima de 2400, y si además, su calificación llega en algún momento a alcanzar 2400, entonces se le es otorgado el título de Maestro Vitalicio Senior. El sistema es un poco más complicado de lo que este ejemplo puede parecer. El antiguo título de Maestro Vitalicio fue renombrado como Maestro Vitalicio Original para evitar confusión con el nuevo título de Maestro Vitalicio Senior; ambos son reconocidos y monitoreados por la USCF. Los títulos son publicados a través del sitio web de la federación.
| Título                   | Nivel de calificación |
| ------------------------ | --------------------- |
| Maestro Vitalicio Senior | 2400                  |
| Maestro Vitalicio        | 2200                  |
| Maestro Candidato        | 2000                  |
| Primera categoría        | 1800                  |
| Segunda categoría        | 1600                  |
| Tercera categoría        | 1400                  |
| Cuarta categoría         | 1200                  |

## Campeonatos nacionales
La Federación de Ajedrez de Estados Unidos organiza y sanciona varios campeonatos nacionales. Muchos de estos son celebrados anualmente.
El torneo más antiguo es el Campeonato Abierto de Ajedrez de Estados Unidos o U.S. Open. Este comenzó bajo el nombre de Abierto Occidental (Western Open) en el año 1900, celebrado en Minnesota. Es conocido como el "congreso" de la Federación de Ajedrez de Estados Unidos – ya que es aquí donde se reúnen los miembros de la Junta de Delegados de la federación, además de celebrarse otros eventos menores. Cientos de jugadores participan en el torneo (el número más alto registrado fue de 836 participantes en el año 1983, en Pasadena). Cinco eventos por invitación son celebrados simultáneamente. Cada estado asociado a la federación nómina a un representante para cada uno de los cinco eventos. Estos son:
- Torneo Nacional de Campeones Senior Estatales +50 (The National Tournament of Senior State Champions +50)
- Torneo Nacional GM Arnold Denker de Campeones de Secundaria Estatales 9-12 (The GM Arnold Denker National Tournament of High School State Champions 9-12)
- Torneo Nacional Dewain Barber de Campeones de Escuela Media Estatales 6-8 (The Dewain Barber National Tournament of Middle School State Champions 6-8)
- Torneo Nacional John D. Rockefeller de Campeones de Escuela Primaria Estatales K-5 (The John D. Rockefeller National Tournament of Elementary School State Champions K-5)
- Torneo Nacional Ruth Haring de Campeonas Femeninas Estatales K-12 (The Ruth Haring National Tournament of Girls State Champions K-12)

Los jugadores generalmente clasifican para estos eventos al ganar un campeonato estatal, sin embargo a cada estado afiliado se le es permitido establecer sus propios criterios a la hora de seleccionar a un representante.
El Campeonato de Ajedrez de Estados Unidos, es un torneo por invitación que se ha celebrado desde el año 1936. (Durante muchos años antes de eso, el campeonato nacional se decidía mediante juegos cara a cara). Entre los ganadores más destacables del torneo se encuentran Samuel Reshevsky y Bobby Fischer, con ocho victorias cada uno, Walter Browne, con seis victorias; y Larry Evans, Gata Kamsky, y Hikaru Nakamura, con cinco victorias cada uno. El ganador del torneo en 2023 fue Fabiano Caruana.
El Campeonato de Ajedrez Femenino de Estados Unidos, también por invitación, se ha celebrado desde el año 1937. En años recientes ha sido celebrado al mismo tiempo que el Campeonato de Ajedrez de Estados Unidos. La ganadora del torneo en 2023 fue Carissa Yip.
Los torneos nacionales más grandes son los campeonatos de Escuela Primaria (K-6), Escuela Media (K-9) y Secundaria (K-12), los cuales son celebrados anualmente en la primavera. Cada cuatro años es celebrado el "Supernacional" o Supernationals, un evento que combina las tres categorías en un solo torneo. El último Supernacional de 2017 atrajo alrededor de 5500 jugadores a Nashville, Tennessee, siendo uno de los torneos de ajedrez sancionados más grandes hasta la fecha. El más antiguo de los tres, el Torneo Nacional de Secundaria, fue celebrado por primera vez en 1969 por la Asociación Continental de Ajedrez.
Los campeonatos de Escuela Primera, Media y Secundaria no deben ser confundidos con el Campeonato Nacional de Grados, celebrado en diciembre, y en donde cada nivel desde el preescolar hasta el duodécimo grado tiene su propio campeonato.
Exceptuando el Campeonato de Ajedrez de Estados Unidos, los torneos listados abajo son organizados por la misma Federación de Ajedrez de Estados Unidos. Sin embargo, el calendario de eventos de la federación también incluye otros eventos ofrecidos a los afiliados interesados. Esta es una lista parcial:
| Torneo | Tipo                                         |
| --- | -------------------------------------------- |
| Abierto Nacional (National Open)                                                                                      | Abierto                                      |
| Torneo Junior de Estados Unidos (U.S. Junior)                                                                         | Por invitación, menores de 21 años           |
| Torneo Junior Abierto de Estados Unidos (U.S. Junior Open)                                                            | Abierto, menores de 21 años                  |
| Torneo Cadete de Estados Unidos (U.S. Cadet)                                                                          | Por invitación, menores de 16 años           |
| Torneo Senior de Estados Unidos (U.S. Senior)                                                                         | Abierto, a partir de 50 años o más           |
| Torneo Intercolegial Panamericano (Pan-American Intercollegiate)                                                      | Abierto, por equipos                         |
| Torneo de Maestros de Estados Unidos (U.S. Masters)                                                                   | Abierto, calificación de 2200 o más          |
| Torneo de Clases de Campeonato de Estados Unidos (U.S. Class Championships)                                           | Abierto                                      |
| Torneo Amateur de Estados Unidos — Norte, Sur, Este, Oeste (U.S. Amateur — North, South, East, West)                  | Abierto, calificación por debajo de 2200     |
| Torneo Amateur por Equipos de Estados Unidos — Norte, Sur, Este, Oeste (U.S. Amateur Team — North, South, East, West) | Abierto, por equipos                         |
| Torneo Nacional Femenino (All-Girls National)                                                                         | Abierto, solo para chicas menores de 18 años |

La Federación de Ajedrez de Estados Unidos también organiza torneos nacionales de ajedrez por correspondencia:
| Campeonato de Ajedrez por Correspondencia Absoluta (Absolute Correspondence Chess Championship) | Por invitación, por correo postal o electrónico. |
| Torneo Caballeros Dorados (Golden Knights)                                                      | Abierto, por correo postal o electrónico.        |
| Torneo Caballeros Electrónicos (Electronic Knights)                                             | Abierto, por correo postal o electrónico.        |

## Publicaciones
La Federación de Ajedrez de Estados Unidos edita dos revistas, una mensual llamada Chess Life y otra cada dos meses llamada Chess Life for Kids, esta última esta dirigida a niños menores de 14 años. Chess Life, la cual comenzó como un periódico editado cada dos meses, es ahora una revista a color de 72 paginas por número.
La federación también ha publicado un libro de reglas. La séptima edición es la mas reciente, y esta disponible tanto en papel como en kindle. Los capítulos mas relevantes para juegos en vivo están también disponibles para descargar de manera gratuita a través del sitio web de la USCF.